# Ecyrus ciliatus
Ecyrus ciliatus là một loài bọ cánh cứng trong họ Cerambycidae.